# Étienne Noël D'Amilaville
Étienne Noël D'Amilaville est un fonctionnaire et homme de lettres français né en novembre 1723 et mort le 13 décembre 1768.

## Biographie
Il fut d'abord garde du corps du roi, puis Premier commis au bureau de l'impôt du vingtième ; cette fonction lui donnait le droit d'avoir le cachet du contrôleur-général des Finances pour affranchir la correspondance qui sortait de son bureau. Acquis aux idées philosophiques, il devint à partir de 1760 l'ami de Diderot, de d'Alembert et de Voltaire, et fit usage de son privilège pour faire parvenir à celui-ci toutes les nouvelles littéraires ou politiques et faire circuler lettres et pamphlets à l'abri de toute censure, notamment lors de l'affaire Sirven (1767).

### Relations avec Voltaire
D'Amilaville facilite les échanges avec d’autres alliés tels que Denis Diderot. De son côté, Voltaire lui confie ses émois à propos des affaires Calas, La Barre, Sirven et autres, il lui parle de ses plans, de ses campagnes en ne ménageant pas ses adversaires, lui adresse l'auteur du Christianisme dévoilé, publié sous le nom de Boulanger et actuellement attribué à d'Holbach.

### Le combat pour l'athéisme
Au sein du groupe constitué autour du baron d’Holbach, Étienne Noël D'Amilaville a joué un rôle qui n'a pas encore été éclairci : on lui a attribué, à tort, Le Christianisme dévoilé et l’Essai sur les préjugés. C'est dire assez que le personnage mérite sa place au sein du combat philosophique de pointe et l'on peut dire que, sur le plan de la pensée antireligieuse, il va bien au-delà des options que Voltaire affiche : c'est un athée radical. Ainsi, dans ses lettres à D'Alembert, Voltaire assigne à D'Amilaville comme caractère de « haïr Dieu, et de travailler à le faire haïr ». Ces divergences n’empêchent pas les deux hommes d’unir leurs efforts au plus chaud de la campagne contre l’Infâme. La mort prématurée de D'Amilaville, écrit Voltaire à d'Alembert, le prive de l’un de ses plus ardents compagnons de lutte : « Je regretterai toute ma vie D'Amilaville. J'aimais l'intrépidité de son cœur. Il avait l'enthousiasme de Saint-Paul : c'était un homme nécessaire ».

## Publications

### L'Encyclopédie
D'Amilaville a signé deux articles de l’Encyclopédie : MOUTURE, vol. X (1765), p. 828a–829b et POPULATION, (Phys. Polit. Morale.), vol. XIII (1765), p. 88a–103b.
L'article VINGTIEME, imposition, (Econ. pol.), vol. XVII (1765), p. 855 [845a–890 [880]A], lui est attribué par Grimm en décembre 1768.
L'article PAIX, (Droit nat. politique. & moral.), vol. XI (1765), p. 768b–769a lui est parfois attribué sans fondement.

### L'Honnêteté théologique
L'Honnêteté théologique est un ouvrage publié en 1767, attribué à D'Amilaville par Grimm en décembre 1768.

« Damilaville fit, l'année dernière, un pamphlet intitulé l'Honnêteté théologique, pour venger Marmontel des attaques de l'absurde Riballier et de son aide de camp Cogé ; c'est son meilleur ouvrage. Il nous le donna pour être de M. de Voltaire, et tout le monde le crut. En effet, il l'avait fait imprimer à Genève, et M. de Voltaire l'avait rebouisé. La première phrase, par exemple : « Depuis que la théologie fait le bonheur du monde », porte trop visiblement son cachet pour être d'un autre. Cogé lui-même, qui n'est pas le moins bête du troupeau des cuistres, y avait été trompé, et croyait être redevable de l’Honnêteté théologique à l'honnêteté de M. de Voltaire »

— Correspondance littéraire, philosophique et critique, 15 décembre 1768, en ligne.